# Alsen
Alsen es una ciudad ubicada en el condado de Cavalier en el estado estadounidense de Dakota del Norte. En el censo de 2010 tenía una población de 35 habitantes y una densidad poblacional de 0,45 personas por km².

## Geografía
Alsen se encuentra ubicada en las coordenadas 48°37′50″N 98°42′15″O / 48.63056, -98.70417. Según la Oficina del Censo de los Estados Unidos, Alsen tiene una superficie total de 77.4 km², de la cual 76.05 km² corresponden a tierra firme y (1.75%) 1.35 km² es agua.

## Demografía
Según el censo de 2010, había 35 personas residiendo en Alsen. La densidad de población era de 0,45 hab./km². De los 35 habitantes, Alsen estaba compuesto por el 100% blancos, el 0% eran afroamericanos, el 0% eran amerindios, el 0% eran asiáticos, el 0% eran isleños del Pacífico, el 0% eran de otras razas y el 0% pertenecían a dos o más razas. Del total de la población el 0% eran hispanos o latinos de cualquier raza.